# 알렌 스펙터
알렌 스펙터(Arlen Specter, 1930년 2월 12일 ~ 2012년 10월 14일)는 미국의 정치인이다. 배우자는 조안 스펙터는 필라델피아 시의원이었다.

## 학력
- 펜실베이니아 대학교 인문사회 학사
- 예일 대학교 법학학사

## 경력
- 1966.01 ~ 1974.01 제19대 필라델피아 지방 검사
- 1961.06 ~ 1985.01 제97~111대 미국 펜실베이니아 연방상원의원
- 1995.01 ~ 1997.01 미국 상원 정보위원회 위원장
- 1997.01 ~ 2001.06 미국 상원 재향군인회위원회 위원장
- 2003.01 ~ 2005.01 미국 상원 재향군인회위원회 위원장
- 2005.01 ~ 2007.01 미국 상원 사법위원회 위원장
- 2009.04.28 공화당 탈당 및 민주당 입당

## 예비 선거
- 2010년 6월 10일 美 예비선거에 "바꿔" 열풍… 현역 의원·주지사 무더기 탈락

## 역대 선거 결과
| 선거명      | 직책명                        | 대수  | 정당   | 득표율 | 득표수      | 결과 | 당락                         |
| ----------- | ----------------------------- | ----- | ------ | ------ | ----------- | ---- | ---------------------------- |
| 1965년 선거 | 필라델피아 지방 검사          | 19대  | 공화당 | 53.10% | 327,787표   | 1위  | 필라델피아 지방 검사 당선    |
| 1967년 선거 | 필라델피아 시장               | 92대  | 공화당 | 47.48% | 342,578표   | 2위  | 낙선                         |
| 1969년 선거 | 필라델피아 지방 검사          | 19대  | 공화당 | 58.00% | 346,294표   | 1위  | 필라델피아 지방 검사 당선    |
| 1973년 선거 | 필라델피아 지방 검사          | 20대  | 공화당 | 46.52% | 201,342표   | 2위  | 낙선                         |
| 1980년 선거 | 상원의원 (펜실베이니아 제3부) | 97대  | 공화당 | 50.48% | 2,230,404표 | 1위  | 펜실베이니아주 상원의원 당선 |
| 1986년 선거 | 상원의원 (펜실베이니아 제3부) | 100대 | 공화당 | 56.44% | 1,906,537표 | 1위  | 펜실베이니아주 상원의원 당선 |
| 1986년 선거 | 상원의원 (펜실베이니아 제3부) | 103대 | 공화당 | 49.10% | 2,358,125표 | 1위  | 펜실베이니아주 상원의원 당선 |
| 1998년 선거 | 상원의원 (펜실베이니아 제3부) | 106대 | 공화당 | 61.34% | 1,814,180표 | 1위  | 펜실베이니아주 상원의원 당선 |
| 2004년 선거 | 상원의원 (펜실베이니아 제3부) | 109대 | 공화당 | 52.62% | 2,925,080표 | 1위  | 펜실베이니아주 상원의원 당선 |